# Mare de Déu dels Dolors de Perenoguera
La Mare de Déu dels Dolors de Perenoguera és una església barroca de Sant Agustí de Lluçanès (Osona) inclosa a l'Inventari del Patrimoni Arquitectònic de Catalunya.

## Descripció
La capella de la Mare de Déu dels Dolors del Mas Perenoguera és un edifici de planta rectangular, d'una sola nau coberta a l'interior amb voltes d'aresta i a l'exterior amb teulada de teula àrab a una vessant. Aquest edifici es troba adossat al mur posterior del mas Perenoguera i el seu estat de conservació és bo.
La porta d'entrada a l'edifici es troba en un dels laterals de la casa i presenta una llinda i muntants de nova construcció. Els murs de pedra també han estat restaurats.